# エフライム・キション
エフライム・キション（אפרים קישון, Ephraim Kishon, 1924年8月23日 ブダペシュト - 2005年1月29日）は、ハンガリー出身のイスラエルの作家。

## 人物
ハンガリー語・ヘブライ語で執筆する。風刺作家として日本では知られているが、劇や映画も手がけている。

## 来歴
元の名前はホッフマン・フェレンツ (Hoffmann Ferenc)。彫刻と絵画を勉強し、劇作家やユーモア溢れるエッセイを執筆していた。1945年に姓を地名姓のキシュホント Kishont に変更するも、1949年にイスラエルへ移民した際、移民官にキションと誤記されたため、これが正式の苗字となる。
移民後にヘブライ語の勉強を始め、2年後には簡単なヘブライ語で書かれた日報紙、オメル Omerに風刺的なコラムを執筆するほどに語学が上達している。1952年以後は新聞「マアリブ Ma'ariv」に「ハド・ガドヤ Chad Gadya」というコラムの執筆を始める。政治や社会風刺を中心としていたが、時には純粋なユーモアに満ちた回もあり、イスラエルで最も有名な連載の1つとなった。
独創的な発想で巧みに言葉を操り、個性的なキャラクターを登場させたキションの劇は、演劇界からも高く評価されている。Ha-Ketubbah(英題：The Marriage Contract、婚約)は、長編の劇でありながら、イスラエルで最も長い期間演じられている。Sallah ShabbatiとBlaumilch Canalという2つの映像作品の製作を手がけ、イスラエル国内だけでなく世界中で評価されている。
1人目の妻、エヴァ・クラマー(Eva Klamer)と離婚し、1959年にサラ・リポヴィッツ(Sara née Lipovitz)と再婚している。40年を越える結婚生活の後、2002年にサラが死去したが、翌2003年にリサ・ヴィタセク(Lisa Witasek)と結婚している。3人の子供がいる。1957年に長男ラファエル(Raphael)、1964年に次男アミール(Amir)、そして1968年に長女レナナ(Renana)が誕生している。

## 著作
日本で刊行された訳書は以下の通り。
- キションのベスト・ジョーク（石原佐知子訳編、実業之日本社、1980年4月）
- キションのストーリー・ジョーク 1 ショート・ジョークじゃものたりない（原ゆう訳、角川文庫、1985年5月）
- キションのストーリー・ジョーク 2 うなるベートーヴェン（原ゆう訳、角川文庫、1985年7月）
- キションのストーリー・ジョーク 3 ウィーン肩書き狂奏曲（原ゆう訳、角川文庫、1985年8月）
- ウフフ ワッハッハ! Mr.キションのユーモアの本（原ゆう訳・片岡文広絵、講談社青い鳥文庫、1988年6月）